# رفيسة
الرفيسة أو الرفيس هو نوع من الثريد يميز المطبخ المغاربي التقليدي، وتعتبر الرفيسة من الأطباق الشعبية الأكثر استهلاكا خاصة في الأوقات الباردة والمعتدلة.

## المناسبات
الرفيسة طبق عائلي بامتياز، حيث يتم تحضيره في المناسبات العائلية والدينية والولائم أو ما يصطلح عليه في المغرب ب«الزردة».
ويرتبط إعداد الوجبة بالخصوص بمناسبة الولادة، حيث يتم إعدادها للنساء حديثات الولادة، لما يتضمنه من مكونات صحية مفيدة ومدرة للحليب مثل الحلبة والعدس وتوابل خاصة تسمى ''المساخن'' .

## المنافع الصحية

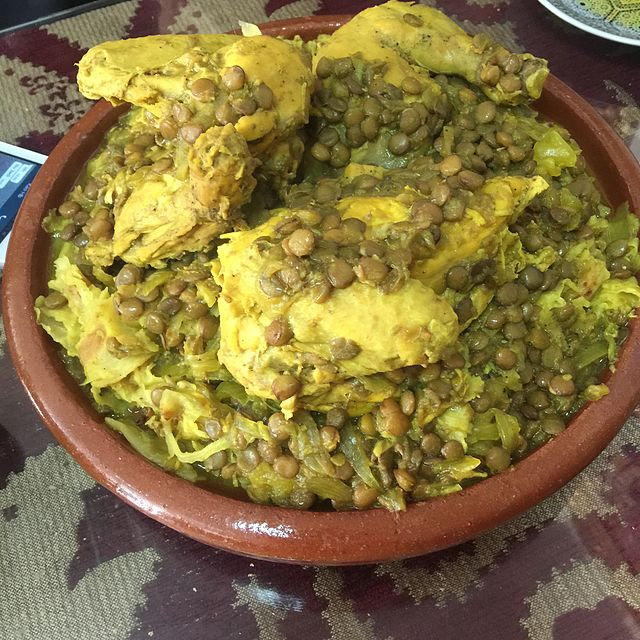
الرفيسة في أحد مطاعم أبوظبي

يحتوي هذا الطبق على مواد غذائية مهمة، تساعد الجسم على اكتساب مناعة ضد نزلات البرد. ومده بمختلف الأملاح المعدنية المتواجدة ضمن مكوناتها المطبوخة، حيث تعد أكلة رئيسية للنساء في فترة النفاس، كما جرت العادة طبقا للتقاليد المغربية.
تضم الرفيسة الحلبة والعدس وخلطة توابل تعرف باسم «رأس الحانوت» أو «المساخن»، حيث تسخن الجسم، لما لها من أهمية كبيرة بالنسبة للنساء، في فترة النفاس، حيث تساعد على تنظيف رحم المرأة النفساء، ويعتبر «رأس الحانوت» أحد أغنى هذه المكونات في المغرب العربي.

## طريقة التحضير
تتنوع طريقة تحضير الرفيسة في المغرب حسب المنطقة من أطلسه إلى سهوله.
بداية يجب تحضير الفطائر بما يسمى في المغرب ب«المسمن».
وتضم المقادير :
1 كيلو دقيق + قليل من الملح . تُعجن هذه المكونات بماء دافئ حتى تتشكّل عجينة مثل الخبز متماسك ورطب؛ تُصنع منها كويرات صغيرة وتترك لبعض الوقت. يتم ترقيق كويرات العجين باليد للحصول على ورقة شبه شفافة، ويستعان بخليط الزيت والزبدة المذابة حتى لا تتمزق لا تتنى تبق دائرية الشكل. تسخن مقلاة بدون زيت. ويتم خبز الفطائر في المقلاة بعدما تكون قد رققت باليد من الجهتين ويستحسن رشها ببعض خليط الزيت والزبدة من حين لآخر.
أما بخصوص تحضير المرق، تستخدم دجاجة مغسولة غير مقطعة (يستحسن النوع البلدي) +1 بصلة + زعفران + فلفل أسود + كأس كبيرة من العدس +كأس كبير فول+ كأس صغيرة من زيت الزيتون + ملح +ثوم+حزمة صغيرة كزبرة وبقدونس طازجين+ قليل من السمن. يطهى البصل المفروم بقليل من زيت الزيتون والفلفل الأسود في طنجرة، ثم الدجاجة والسمن ويترك الخليط على النار مع التحريك حتى لا يلتصق. يضاف الماء إلى أن تغطى المكونات يضاف العدس والفول. يتم الطهي حتى يستوي.والملح يبقى للآخر لأنه يمنع العدس من الطهي.
أخيراً تصف الفطائر (لمسمن) المقطعة إلى لقيمات في قصعة ( قصرية) أو زبدية أو صحن عميق، ثم توضع الدجاجة في الوسط ثم يوضع العدس والفول على الدجاج وعلى الجوانب، بعد ذلك يسقى الكل بالمرق .وهذه هي الرفيسة المراكشية المغربية.
في الآونة الأخيرة أصبح تقديم الرفيسة في مناسبات النفاس يخضع لمعايير أخرى تطور فيها الطبخ المغربي، لتزين القصعة أو القصرية التي يقدم فيها هذا الطبق العريق باللوز والجوز والتمر وغيرها من الفواكه الجافة، وبيض الدجاج أو بيض السمان مسلوقا. ..وفي البادية المغربية تزين بالإضافة إلى ذلك بقطع الحلوى والعلكة في مناسبات كثيرة.
إضافة إلى ذلك، فطبق الرفيسة طبق شعبي في متناول الجميع مثله مثل الكسكس يمكن الاكتفاء لإعداده بقطع الدجاج أو بدونه حسب ميزانية العائلة. ..ويمكن أن يحل محل الكسكس كطبق أسبوعي في أوقات البرد والشتاء.